# Trachyboa
Trachyboa is een geslacht van slangen uit de familie dwergboa's (Tropidophiidae).

## Naam en indeling
De wetenschappelijke naam van de groep werd voor het eerst voorgesteld door Wilhelm Peters in 1860. Er zijn twee soorten die voorkomen in delen van Zuid-Amerika.

## Soorten
Het geslacht omvat de volgende soorten, met de auteur en het verspreidingsgebied.
| Naam                 | Auteur        | Verspreidingsgebied       |
| -------------------- | ------------- | ------------------------- |
| Trachyboa boulengeri | Peracca, 1910 | Panama, Ecuador, Colombia |
| Trachyboa gularis    | Peters, 1860  | Ecuador                   |

## Beschermingsstatus
Door de internationale natuurbeschermingsorganisatie IUCN is alleen aan Trachyboa boulengeri soorten een beschermingsstatus toegewezen. Deze soort wordt beschouwd als 'veilig' (Least Concern of LC).